# Гжимали (Ломжинський повіт)
Гжимали (пол. Grzymały) — село в Польщі, у гміні Новогруд Ломжинського повіту Підляського воєводства.
Населення — 157 осіб (2011).
У 1975-1998 роках село належало до Ломжинського воєводства.

## Демографія
Демографічна структура станом на 31 березня 2011 року:
|          | Загалом | Допрацездатний вік | Працездатний вік | Постпрацездатний вік |
| -------- | ------- | ------------------ | ---------------- | -------------------- |
| Чоловіки | 69      | 12                 | 42               | 15                   |
| Жінки    | 88      | 25                 | 47               | 16                   |
| Разом    | 157     | 37                 | 89               | 31                   |